# Cum sancta mater ecclesia
Cum sancta mater ecclesia (Lateinisch: Da die heilige Mutter Kirche) ist eine Enzyklika von Papst Pius IX., mit der er am 27. April 1859 zum öffentlichen Gebet aufruft.
Der Ausbruch des italienischen Befreiungskrieges im Jahr 1859 (siehe Hauptartikel: Risorgimento) veranlasste den Papst zu einem weltweiten Gebetsaufruf. Die Kämpfe um die Freiheit Italiens hatten aus seiner Sicht  unermessliche blutreiche Opfer gefordert. Es sei daher die Aufgabe und Pflicht der katholischen Völker für den Frieden zu beten und den Beistand der Gottesmutter Maria zu erflehen. Sein Aufruf richtete sich auch an jene, die das Böse zum Guten wenden und auf diese Weise Gerechtigkeit und Wohltätigkeit erlangen könnten. Auf diese Weise könne ein heilsamer Friede mit Gott, mit sich selbst und mit allen anderen Menschen entstehen.